# Schnitzer Imre
Schnitzer Imre (Mosonmagyaróvár, 1950. május 31. – Dunasziget, 2007. június 22.) labdarúgó, kapus, edző. Számos szakember - köztük egykori edzője, Ilku István - véleménye szerint az ország egyik legkiválóbb képességű kapusa volt az 1970-es - 1980-as években.

## Pályafutása

### Játékosként
Szülővárosának csapatában, a MOFÉM Vasasnál kezdte pályafutását. Még ifiként igazolta le a Győri Vasas ETO és még legelső NB I-es mérkőzésén, a Csepel ellen is ifjúsági korú volt. Később visszatért a MOFÉM-hez, ahol olykor mezőnyjátékosként is szerepelt. Az 1972-1973-as évad téli szünetében igazolt a Dorogi AC csapatához, amellyel a bajnokság végén az NB I-be jutottak. A nyitó mérkőzésen mintegy 18 ezer néző előtt legyőzték a Ferencvárost, azonban egy év után kiestek. Két évvel később, 1976-ban újra sikerült visszajutniuk az első osztályba, de ezúttal sem sikerült megkapaszkodniuk. Menet közben nem csak a dorogiak első számú kapusa lett, hanem társai őt választották a csapat kapitányának is. A dorogi csapatban több, mint 200 alkalommal szerepelt, ebből 50 NB I-es mérkőzés. Egyik emlékezetes mérkőzése a kubai válogatott elleni találkozó volt Dorogon, ahol parádésan védett és nem kis szerepe volt a győzelemben. Kiváló védései és a csapatban betöltött szerepe, valamint a pályán kívüli mentalitása miatt is a szurkolók és a szakmai stáb egyik kedvence lett. Kapus létére egy alkalommal a góllövők közé is feliratkozott, amikor a listavezető, egyben bajnokcsapat Pécsi VSK elleni bajnoki mérkőzésen 11-esből szerzett góljával mentett pontot a csapata. Többször is hívták NB I-es egyesületek, köztük a korszak legkiválóbb csapata, az Újpesti Dózsa is, de a Rába ETO is szerette volna, ha visszatér. Több szakember is szívesen látta volna a válogatottban, amelynek viszont előfeltétele lett volna élvonalbeli csapatban védenie. Schnitzer azonban maradt Dorogon, viszont 1979 nyarán családi okokból vissza kellett költöznie Óvárra, így a következő évadtól a MOTIM TE csapatát erősítette, amellyel masszív NB III-as gárdát alkottak. A csapat különösen a magyar kupában (MNK) jeleskedett, ahol nem ritkán a legjobb 8 közé, egy ízben pedig a legjobb 4 közé is bejutottak, számos NB I-es csapatot kiejtve. A sikeres kupaszereplésben oroszlán része volt. 1982-ben a Mészöly Kálmán által vezetett és világbajnokságra kijutott magyar válogatott ellen mérkőztek meg, ahol mindössze csak egyetlen gólt tudtak lőni neki. Maga a szövetségi kapitány személyesen gratulált és a legnagyobb elismeréssel beszélt teljesítményéről. Pályafutása végén sikerült megnyerniük a bajnokságot 1985-ben és a csapat kiharcolta ezzel az NB. II-es szerepléshez a jogot, de anyagi problémák miatt, nem tudtak elindulni a magasabb osztályba.

### Edzőként
Aktív éveit követően anyaegyesületénél edzősködött, idővel pedig az edzői teendők mellett teljes körű pályagondnok is lett. Mind emellett felkérték a MOTIM-nál is kapusedzőnek. Éveken keresztül több fronton is a labdarúgás szolgálatában állt. 2005 hívták a megyei Dunaszigetre, ahol a csapat edzője volt. 2007 nyarán egy edzéshez készültek, amikor hirtelen hatalmas vihar támadt, amely komoly pusztítást hajtott végre a sporttelepen is. A vihar közepette rosszul lett, azonban a kiérkező orvos már nem tudott segíteni rajta. Családja Gyermekeik - Zsolt és Erik - közül Erik is a labdarúgást választotta, azon belül is kapus lett. A tehetséges fiúnak azonban idővel látásszervi problémája akadt és az orvos eltiltotta az aktív játéktól. A családdal olykor meglehetősen mostohán bánt a Sors. Előbb anyósa egészségi állapota miatt kellett visszaköltözniük Dorogról, pedig ott szerette volna teljes pályafutását tölteni és végleg letelepedni. Erik problémáját önmagában is szomorú tényként voltak kénytelenek elfogadni, akit műteni is kellett, azonban ennél is nagyobb tragédiaként, a fiút halálos közlekedési baleset érte 1998 őszén.

## Emlékezete
Emlékére hozták létre a Schnitzer Imre Labdarúgó Emléktornát 2008-ban, amelyet minden évben megrendeznek Dunaszigeten. Tiszteletére emléktáblát is avattak. Aktív pályafutása legmeghatározóbb éveit Dorogon töltötte. Családja és a város lakói között kölcsönösen erős és szeretet teljes mély kapcsolat alakult ki. Teljes életét Dorogon tervezte, viszont a kényszerű búcsút követően sem kopott meg a kapcsolat. Város szerte és a dorogi egyesületben egyaránt jó szívvel és tiszteletbeli dorogiként emlékeznek vissza rá és családjára az emberek, emlékét őrzi a Dorogi Sportmúzeum is. 